# 欧亚香花芥
欧亚香花芥（学名：Hesperis matronalis），为十字花科香花芥属下的一个植物种。